# Lyngholmen (Bergen)
Ne doit pas être confondu avec Lyngholmen.
Lyngholmen est une île norvégienne du comté de Hordaland appartenant administrativement à Bergen.

## Description
Rocheuse et couverte d'arbres, elle s'étend sur environ 138 m de longueur pour une largeur approximative de 69 m. Elle compte une habitation. 